# Angelo Tartaglia

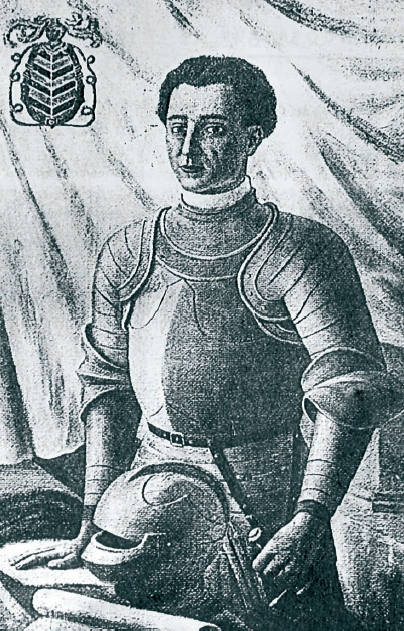
Angelo Tartaglia

Angelo Broglio da Lavello, bekannt als Tartaglia (* 1370 in Lavello; † Oktober 1421 in Aversa), war ein italienischer Condottiere, Herr von Lavello und Toscanella sowie Inhaber diverser Rektorate des Kirchenstaates und des Königreichs Neapel.

## Leben und Werk
Über die Herkunft Tartaglias ist nur wenig bekannt. Als gesichert gelten der Geburtsort Lavello in der Basilicata und das Geburtsjahr 1370. Sein biologischer Vater war Andrea, der Herr von Lavello. Die von Tartaglias Sohn Gasparo geschriebene Cronaca Malatestina berichtet, dass er seine erste Ausbildung an der Militärschule des Ceccolo Broglia erhielt. Dieser adoptierte ihn (daher sein Nachname) und vererbte ihm seine Truppen und das Kriegsbanner.
Unbegründet ist die Erklärung seines Beinamens „Tartaglia“, er würde von seinem Stottern herrühren (tartagliare=ital. stammeln, stottern). Tatsächlich handelt es sich dabei um einen echten Familiennamen, weil sich mehrere Persönlichkeiten mit diesem Namen identifizieren lassen, die alle zu seiner Verwandtschaft gehörten. So gab es einen Cristofaro da Lavello, der, wie auch Tartaglias Halbbruder Donato da Lavello, oftmals „Tartaglia“ genannt wurde.
Um das Jahr 1385 kämpfte er im Heer des Alberico da Barbiano, wo er, vermutlich Muzio Attendolo Sforza kennenlernte, mit welchem ihn, zunächst, eine Freundschaft verband. Zusammen mit Sforza stelle er sich in den Dienst der Republik Florenz und kämpfte in mehreren Schlachten. Vor allem die Condottieri Fuzzolino Tedesco, Scorpione und sein ehemaliger Dienstherr Barbiano wurden zu seinen Feinden, die er bei zahlreichen Gelegenheiten schlug.
1402 kam es zwischen Mailand und Bologna zur Schlacht von Casalecchio und Florenz schickte ihn und Sforza, um das Heer Bolognas zu unterstützen. Tartaglia wurde eingeteilt, die Brücke über den Fluss Reno zu sichern, weil sich dahinter das Versorgungslager der Florentiner befand. Er verließ jedoch seinen Posten, um sich mit seiner Truppe in das Gefecht zu stürzen. Den dadurch frei gewordenen Weg, nutzten die Gegner, um das Lager zu plündern. Dies führte zur Niederlage und Flucht der Florentiner sowie zur Festnahme Tartaglias durch die Truppen des Herzogs von Mailand.
Florenz musste das Lösegeld aufbringen und bezahlte dies aus dem Sold, der auch Sforza zugestanden hätte, so dass der Feldzug zum finanziellen Debakel wurde. Als Tartaglia zwei Jahre später aus der Haft entlassen wurde, übernahm er zwar die Verantwortung, aber der Zorn Sforzas war so groß, dass sich das Verhältnis zwischen den beiden nie mehr besserte. Tatsächlich wurden sie zu heftigen Rivalen, auch wenn sie nach einigen Jahren auf derselben Seite kämpften.
Stand er bis zum Jahr 1407 in Diensten Florenz’, kämpfte er dann bis 1409 auf Seiten Sienas und wechselte im Anschluss an den neapolitanisches Hof, wo er Berater von König Ladislaus wurde. In dessen Auftrag war er am 18. Juni 1413 maßgeblich an der Eroberung Roms beteiligt.
Zum Dank ernannte ihn der König zum Rektor und Gouverneur von Toscanella, wo sich Tartaglia niederließ und einen befestigten Palast baute. Von dort aus sollten seine künftigen militärischen Operationen ausgehen.
Mit dem Tod Ladislaus’ im Jahre 1414 stellte er sich in den Dienst des Papstes, nachdem er von einer florentinischen Gesandtschaft überzeugt wurde, die Städte Viterbo und Corneto wieder der päpstlichen Autorität zurückzuführen. Tartaglia wurde in der darauf folgenden Zeit zum gefürchteten Vollstrecker der Kirche und sein Heer unternahm zahllose Razzien, welche potentielle Feinde des Papstes in Angst und Schrecken versetzte. Mehrere Städte Umbriens und Siena ließen ihm daraufhin teuere Geschenke zukommen, um sich seiner Gunst zu erfreuen.
Im Auftrag der Kirche belagerte er 1419 zusammen mit Sforza die aufständische Stadt Assisi. Dabei kam es zu mehreren Handgreiflichkeiten zwischen den beiden Heerführern und ihren Truppen. Die Situation schien zu eskalieren, was Papst Martin V. dazu brachte, einen regelrechten Friedensvertrag zwischen den beiden aufsetzen zu lassen und diesen mit der Ehe zwischen Sforzas Sohn, Giovanni, und Tartaglias Tochter, Lavigna, zu besiegeln. Was Sforza jedoch nicht davon abhielt Tartaglia ermorden lassen zu wollen. Tatsächlich ließ letzterer die beiden ihm unterstellen Anführer Farina und Beccarino Brunoro enthaupten, weil sie ihn, angeblich, im Auftrag Sforzas ermorden wollten. Sein Rivale Sforza klagte ihn 1421 wegen Verrats an und Tartaglia wurde im Schlaf verhaftet. Unter Folter gestand er, dass er sich mit dem gegnerischen Condotiere Braccio di Montone eingelassen hätte und im Kontakt mit dem aragonesischen Königshaus stünde.
Für schuldig befunden wurde er auf dem Marktplatz von Aversa enthauptet. Mit hoher Wahrscheinlichkeit steckte auch der Papst hinter diesem Komplott. Der Heerführer war extrem teuer für Martin V. und die Beschwerden gegen Tartaglia wurden von Seiten der Gemeinden, darunter auch die Stadt Rom, die unter seinen bewaffneten Razzien litten, immer lauter. Abgesehen davon konzentrierte er mittlerweile eine zu große militärische Macht, die dem Papst schnell gefährlich werden konnte.
Nach seinem Tod lief seine Armee mehrheitlich zum Heer Montones über und bekämpfte dort Sforza und den Papst.